# Lili Boulanger
Marie-Juliette Olga Lili Boulanger mais conhecida como Lili Boulanger, (Paris, 21 de agosto de  1893 – Mézy-sur-Seine, 15 de março de  1918) foi uma compositora Francesa, irmã mais nova da compositora e professora Nadia Boulanger. Foi a primeira mulher a ganhar o Prix de Rome para compositores.  

## Biografia
Nascida em Paris, em 1893, Lili era considerada uma criança prodígio e seu talento teria despontado já aos dois anos de idade, quando Gabriel Fauré, um amigo da família e tutor das irmãs Boulanger, descobriu que ela tinha um ouvido absoluto. Seus pais, ambos também músicos, encorajaram as filhas a ter educação musical. Sua mãe era Raissa Myshetskaya, casou-se com um professor do Conservatório de Paris, Ernest Boulanger, ganhador do Prix de Rome em 1835. Ele tinha 77 anos quando Lili nasceu e se tornou muito ligado a ela. Seu avô era Frédéric Boulanger, notável violoncelista e a avó, Juliette, era cantora.
Lili costumava acompanhar sua irmã Nadia às aulas no Conservatório de Paris antes de ter 5 anos de idade. Pouco depois ela começa a ter aulas de órgão e teoria musical com Louis Vierne. Lili se tornou proficiente em piano, violino, violoncelo e harpa. Alguns de seus professores foram Marcel Tournier e Alphonse Hasselmans.

### Carreira
Em 1912, Lili competiu no Prix de Rome, mas enquanto performava perante a banca, ela sofre um desmaio. Ela voltou em 1913, aos 19 anos, e ganhou por sua cantata Faust et Hélène, tornando-se a primeira mulher a ganhar o prêmio. A letra foi escrita por Eugene Adenis, baseado na obra Fausto de Goethe. A cantata foi performada várias vezes. O prêmio acabou lhe rendendo um contrato com a gravadora Ricordi.
Sua irmã Nadia desistiu de ingressar no conservatório e resolveu focar seus esforços na irmã, Lili. Todos os seus professores se impressionavam com seu talento e frequentemente traziam músicas para que ela as lesse. Lili sofreu muito com a morte do pai, em 1900 e várias de suas composições na época traziam temas como perda e luto.
Seu trabalho é notável pela harmonia e instrumentação, além da habilidade com a letra e a melodia. É possível ver em seus trabalhos influências de Claude Debussy e Gabriel Fauré, além de Arthur Honegger. Durante a Primeira Guerra Mundial, Nadia e Lili organizaram esforços para auxiliar os soldados franceses.

## Doença e morte
Lili adorava viajar, mas sua vida e seu trabalho foram prejudicados por doenças crônicas. Começou com pneumonia aos 2 anos, que enfraqueceu seu sistema imunológico, levando a uma tuberculose, que por fim a matou aos 24 anos de idade, em Mézy-sur-Seine, em 15 de março de 1918. Uma outra causa possível de sua morte seria a Doença de Crohn, identificada apenas em 1932.
Seu corpo foi levado para Paris e sepultado no Cemitério de Montmartre. Ela compôs vários trabalhos enquanto visitava a Itália. Com sua morte, a ópera La princesse Maleine ficou incompleta.

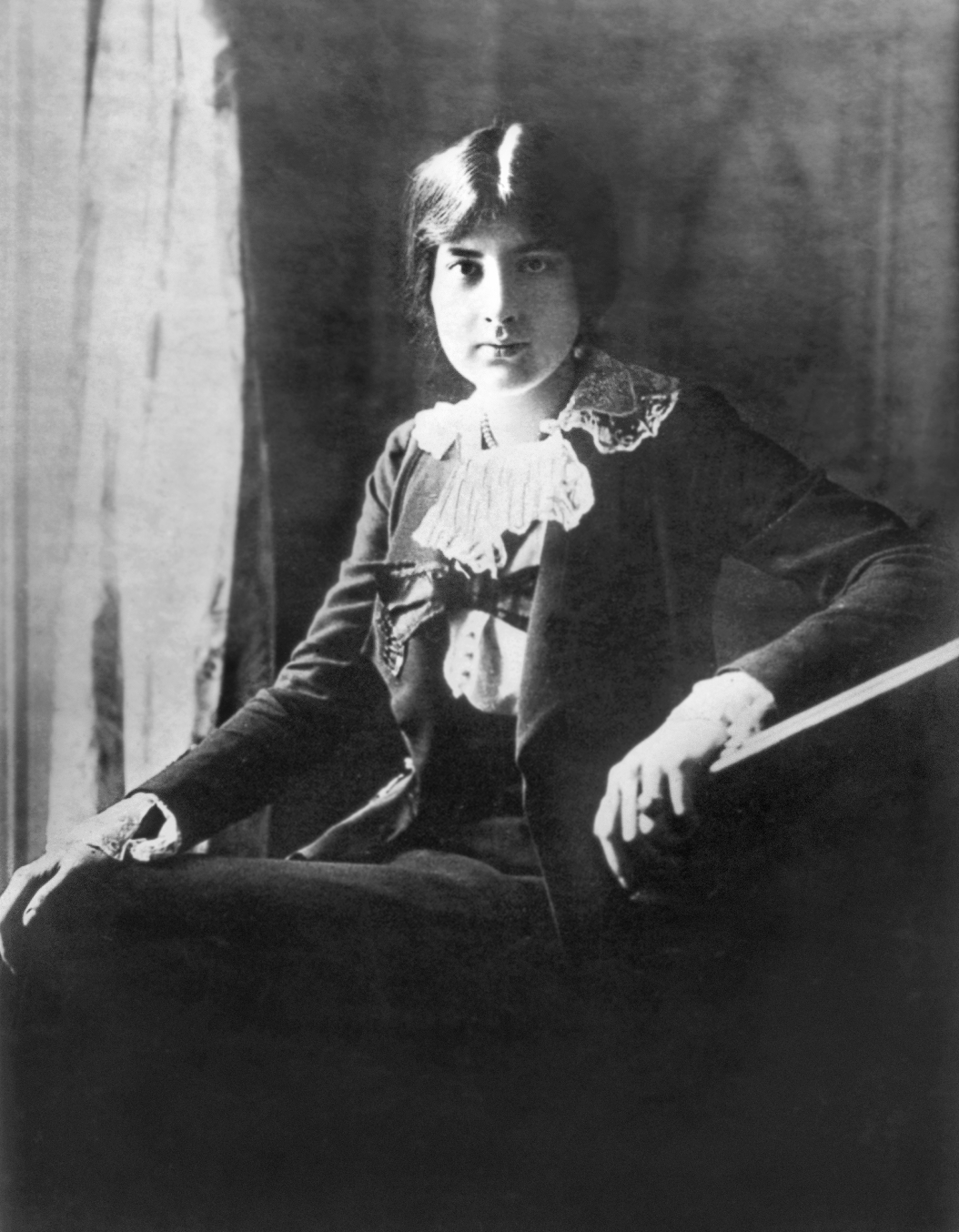
Lili Boulanger

## Legado
Em março de 1939, sua irmã Nadia, com ajuda de amigos norte-americanos, criou o The Lili Boulanger Memorial Fund, que tinha dois objetivos: perpetuar a música e a memória de Lili Boulanger e fornecer auxílio financeiro para músicos. O fundo é curado pela University of Massachusetts Boston. Alguns dos ganhadores do prêmio: Alexei Haieff (1942), Noël Lee (1953), Wojciech Kilar (1960), Robert D. Levin (1966, 1971) e Andy Akiho (2015).
Em abril de 1965, a Associação Amigos de Lili Boulanger, na França, que se tornou a Nadia and Lili Boulanger International Centre (CNLB) em 2009.
O asteroide 1181 Lilith foi nomeado em sua homenagem.

## Obras
- Faust et Hélène, cantata para mezzo-soprano, tenor, barítono e orquestra (1913)
- D'un matin de printemps, orquestra (1917-18)
- D'un soir triste, orquestra (1917-18)
- Psaume 24, tenor, coro, órgão e orquestra (1916)
- Psaume 129
- Psaume 130 (Du fond de l'abîme) - alto, tenor, coro, órgão e orquestra (1910-17)
- Vieille Prière Bouddhique
- Pie Jesu